# Don't waste my time (The Cats)
Don't waste my time is een nummer van The Cats dat werd geschreven door Cees Veerman.
Het werd voor het eerst uitgebracht op het album Take me with you (1970). Twee jaar later verscheen het nogmaals op de B-kant van de single  Vaya con Dios. Deze single kent twee nummers op de B-kant; het tweede was het nummer Take me with you. Don't waste my time werd verder op minstens zes verzamelalbums geplaatst, zoals ook op 20 golden hits (1979), Het complete hitalbum (1984) en Best of - 3CD (2012) ondanks dat het niet op de A-kant van een single is verschenen en dus nooit een hit heeft kunnen zijn.
Het vrolijk klinkende nummer kan ingedeeld worden binnen de stijl van de sunshine pop. Voor Nederlandse begrippen valt het echter ook binnen de palingsound uit die jaren van de band, door orkestratie, een zangkoortje en een mix van vroege rock-'n-roll met andere instrumenten zoals een pedal-steelgitaar uit de countrymuziek. Niettemin zong Cees Veerman het nummer en niet Piet Veerman die inmiddels de leadzanger voor de singles was.
Dit is een ook heel ander nummer dan Don't waste your time (1971), dat geschreven en gezongen werd door Piet Veerman. Dat nummer is een kruising van palingsound met rock en een lichte invloed van psychedelische muziek.
Dit lied gaat over een zanger die zijn geliefde enkele jaren geleden kwijt is geraakt. Het waren verloren jaren voor hem en hij wil dat ze terugkomt. Hij zingt haar toe dat ze geen tijd meer van hem moet verspillen en hem moet vertellen dat zij van hem is. Ondanks de zware toonzetting, is de melodie juist heel opgewekt.